# Pharming
Pour la notion pharmaceutique, voir Pharming (biologie).
Le pharming (ou dévoiement en français) est une technique de piratage informatique exploitant des vulnérabilités des services DNS. Dans cette technique, les requêtes DNS de résolution des noms de domaines sont détournées pour renvoyer l'utilisateur vers des sites frauduleux en fournissant l'adresse IP de ces derniers au lieu de celles des sites légitimes.

## Mode opératoire et types
Il existe deux types d'attaques par pharming :
- La première consiste à modifier un serveur DNS local. Les internautes demandant un nom de domaine se feront ainsi rediriger vers le serveur frauduleux[2].

- La seconde est réalisée au moyen d'un logiciel malveillant reconfigurant les paramètres réseau du matériel informatique infecté, que ce soit un poste de travail ou un routeur[3]. Cette reconfiguration agit de manière que l'internaute soit pour les noms de domaines prédéterminés redirigé vers le serveur frauduleux[4].

Ce type d'hameçonnage permet de voler des informations (principalement des mots de passe) après avoir attiré la victime sur un site web maquillé afin de ressembler au site demandé par l'utilisateur, et ce même si le nom de domaine est correctement saisi.

## Prévention et protection
La protection la plus efficace contre les attaques par pharming est l'utilisation du protocole DNS sécurisé DNSSEC. L'utilisation du protocole HTTPS permet de réduire significativement le risque d'hameçonnage lors de la seconde partie de l'attaque par la vérification du navigateur de l'identité officielle du site internet auprès d'une autorité tierce.
Le plus souvent, le meilleur contrôle pour atténuer le risque d'attaque de pharming est le renforcement de la sécurité du serveur du système de noms de domaine. En effet, il est nécessaire d'éliminer toute vulnérabilité connue qui pourrait permettre un empoisonnement DNS. Les anciennes versions du logiciel DNS sont vulnérables à ce type d'attaque et doivent être corrigées (par l'installation de patchs).